# ایوانگسکا
ایوانگسکا (به لهستانی:  Iwaniska) یک روستا در لهستان است که در گمینا ایوانگسکا واقع شده‌است. ایوانگسکا ۱٬۳۰۰ نفر جمعیت دارد.